# Volta a Espanya de 2007
La Volta a Espanya de 2007 fou la 62a edició de la Volta a Espanya. La cursa començà a Vigo l'1 de setembre i finalitzà el 17 a Madrid després de 3.241 quilòmetres repartits entre 21 etapes. El vencedor final fou el rus Denís Ménxov (Rabobank) que també guanyà la combinada i el gran premi de la muntanya. L'acompanyaren al podi els espanyols Carlos Sastre (Team CSC i Samuel Sánchez (Euskaltel-Euskadi). En les altres classificacions secundàries Daniele Bennati (Lampre-Fondital) aconseguí la victòria en la classificació per punts i el Caisse d'Epargne la classificació per equips.
La cançó d'aquesta edició fou "Como la vida" de Hanna.

## Equips participants
En aquesta edició de la Volta a Espanya prengueren part 21 equips: 19 ProTour (tots menys l'Astana), més 2 equips convidats: el Andalucía-CajaSur i el Karpin Galicia.
| Núm.    | Codi | Equip              |
| ------- | ---- | ------------------ |
| 1-9     | A2R  | AG2R Prévoyance    |
| 11-19   | ACA  | Andalucía-Cajasur  |
| 21-29   | BTL  | Bouygues Télécom   |
| 31-39   | GCE  | Caisse d'Épargne   |
| 41-49   | COF  | Cofidis            |
| 51-59   | C.A  | Crédit Agricole    |
| 61-69   | DSC  | Discovery Channel  |
| 71-79   | EUS  | Euskaltel-Euskadi  |
| 81-89   | FDJ  | Française des Jeux |
| 91-99   | GST  | Gerolsteiner       |
| 101-109 | KGZ  | Karpin Galicia     |

| Núm.    | Codi | Equip                 |
| ------- | ---- | --------------------- |
| 111-119 | LAM  | Lampre-Fondital       |
| 121-129 | LIQ  | Liquigas              |
| 131-139 | PRL  | Predictor-Lotto       |
| 141-149 | QSI  | Quick Step-Innergetic |
| 151-159 | RAB  | Rabobank              |
| 161-169 | REL  | Relax-GAM             |
| 171-179 | SDV  | Saunier Duval-Prodir  |
| 181-189 | CSC  | Team CSC              |
| 191-199 | MRM  | Team Milram           |
| 201-209 | TMO  | T-Mobile Team         |

## Etapes
| Etapa | Data           | Recorregut                        | km         | Guanyador           | Líder             |
| 1a    | 1 de setembre  | Vigo-Vigo                         | 145        | Daniele Bennati     | Daniele Bennati   |
| 2a    | 2 de setembre  | Allariz-Santiago de Compostel·la  | 150        | Óscar Freire        | Óscar Freire      |
| 3a    | 3 de setembre  | Viveiro-Ḷḷuarca                   | 155        | Paolo Bettini       | Óscar Freire      |
| 4a    | 4 de setembre  | Llangréu-Llacs de Covadonga       | 182        | Vladímir Iefimkin   | Vladímir Iefimkin |
| 5a    | 5 de setembre  | Cangues d'Onís-Reinosa            | 155        | Óscar Freire        | Vladímir Iefimkin |
| 6a    | 6 de setembre  | Reinosa-Logronyo                  | 195        | Óscar Freire        | Vladímir Iefimkin |
| 7a    | 7 de setembre  | Calahorra-Saragossa               | 140        | Erik Zabel          | Vladímir Iefimkin |
| 8a    | 8 de setembre  | Carinyena-Saragossa               | 52,2 (CRI) | Bert Grabsch        | Stijn Devolder    |
| 9a    | 9 de setembre  | Osca-Aramón Cerler                | 174        | Leonardo Piepoli    | Denís Ménxov      |
| 10a   | 10 de setembre | Benasc-Ordino-Arcalís (AND)       | 220        | Denís Ménxov        | Denís Ménxov      |
| 11a   | 12 de setembre | Orpesa-Algemesí                   | 190        | Alessandro Petacchi | Denís Ménxov      |
| 12a   | 13 de setembre | Algemesí-Hellín                   | 167        | Alessandro Petacchi | Denís Ménxov      |
| 13a   | 14 de setembre | Hellín-Torre Pacheco              | 150        | Andreas Klier       | Denís Ménxov      |
| 14a   | 15 de setembre | Puerto Lumbreras-Villacarrillo    | 205        | Jason McCartney     | Denís Ménxov      |
| 15a   | 16 de setembre | Villacarrillo-Granada             | 205        | Samuel Sánchez      | Denís Ménxov      |
| 16a   | 18 de setembre | Jaén-Puertollano                  | 165        | Leonardo Duque      | Denís Ménxov      |
| 17a   | 19 de setembre | Ciudad Real-Talavera de la Reina  | 180        | Daniele Bennati     | Denís Ménxov      |
| 18a   | 20 de setembre | Talavera de la Reina-Àvila        | 154        | Luis Pérez          | Denís Ménxov      |
| 19a   | 21 de setembre | Àvila-Alt d'Avantos               | 135        | Samuel Sánchez      | Denís Ménxov      |
| 20a   | 22 de setembre | Collado Villalba-Collado Villalba | 20 (CRI)   | Samuel Sánchez      | Denís Ménxov      |
| 21a   | 23 de setembre | Rivas-Vaciamadrid-Madrid          | 98         | Daniele Bennati     | Denís Ménxov      |

## Classificacions finals

### Classificació general
|    | Ciclista          | Equip                 | Temps       |
| -- | ----------------- | --------------------- | ----------- |
| 1  | Denís Ménxov      | Rabobank              | 80h 59' 07" |
| 2  | Carlos Sastre     | Team CSC              | + 3'31"     |
| 3  | Samuel Sánchez    | Euskaltel-Euskadi     | + 3'46"     |
| 4  | Cadel Evans       | Predictor-Lotto       | + 3'56"     |
| 5  | Ezequiel Mosquera | Karpin Galicia        | + 6'34"     |
| 6  | Vladímir Iefimkin | Caisse d'Epargne      | + 7'07"     |
| 7  | Vladímir Karpets  | Caisse d'Epargne      | + 8'09"     |
| 8  | Igor Antón        | Euskaltel-Euskadi     | + 8'44"     |
| 9  | Manuel Beltrán    | Liquigas              | + 9'38"     |
| 10 | Carlos Barredo    | Quick Step-Innergetic | + 10'12"    |

### Classificacions secundàries
|   | Ciclista          | Equip             | Punts |
| - | ----------------- | ----------------- | ----- |
| 1 | Denís Ménxov      | Rabobank          | 90    |
| 2 | Jurgen Van Goolen | Discovery Channel | 78    |
| 3 | Carlos Sastre     | Team CSC          | 69    |
| 4 | Franco Pellizotti | Liquigas          | 63    |
| 5 | Samuel Sánchez    | Euskaltel-Euskadi | 54    |

|   | Ciclista            | Equip             | Punts |
| - | ------------------- | ----------------- | ----- |
| 1 | Daniele Bennati     | Lampre-Fondital   | 147   |
| 2 | Denís Ménxov        | Rabobank          | 135   |
| 3 | Samuel Sánchez      | Euskaltel-Euskadi | 127   |
| 4 | Alessandro Petacchi | Team Milram       | 126   |
| 5 | Cadel Evans         | Predictor-Lotto   | 91    |

|   | Ciclista          | Equip             | Punts |
| - | ----------------- | ----------------- | ----- |
| 1 | Denís Ménxov      | Rabobank          | 4     |
| 2 | Samuel Sánchez    | Euskaltel-Euskadi | 11    |
| 3 | Carlos Sastre     | Team CSC          | 15    |
| 4 | Cadel Evans       | Predictor-Lotto   | 16    |
| 5 | Vladímir Iefimkin | Caisse d'Epargne  | 25    |

| Pos. | Equip             | Temps        |
| ---- | ----------------- | ------------ |
| 1    | Caisse d'Epargne  | 242h 55' 05" |
| 2    | Euskaltel-Euskadi | + 12'43"     |
| 3    | AG2R Prévoyance   | + 30'25"     |
| 4    | Team CSC          | + 34'53"     |
| 5    | Liquigas          | + 36'02"     |

## Evolució de les classificacions
| Etapa                  | Vencedor               | Classificació general Mallot or | Classificació per punts Mallot blau | Classificació de la muntanya Mallot taronja | Classificació combinata Mallot blanc | Classificació per equips |
| ---------------------- | ---------------------- | ------------------------------- | ----------------------------------- | ------------------------------------------- | ------------------------------------ | ------------------------ |
| 1ª                     | Daniele Bennati        | Daniele Bennati                 | Daniele Bennati                     | Serafin Martínez                            | Geoffroy Lequatre                    | Bouygues Télécom         |
| 2ª                     | Óscar Freire           | Óscar Freire                    | Óscar Freire                        | Serafin Martínez                            | Manuel Vázquez                       | Bouygues Télécom         |
| 3ª                     | Paolo Bettini          | Óscar Freire                    | Óscar Freire                        | Serafin Martínez                            | David De La Fuente                   | Caisse d'Epargne         |
| 4ª                     | Vladímir Iefimkin      | Vladímir Iefimkin               | Óscar Freire                        | Serafin Martínez                            | Vladímir Iefimkin                    | Caisse d'Epargne         |
| 5ª                     | Óscar Freire           | Vladímir Iefimkin               | Óscar Freire                        | Serafin Martínez                            | Vladímir Iefimkin                    | Caisse d'Epargne         |
| 6ª                     | Óscar Freire           | Vladímir Iefimkin               | Óscar Freire                        | Serafin Martínez                            | Vladímir Iefimkin                    | Caisse d'Epargne         |
| 7ª                     | Erik Zabel             | Vladímir Iefimkin               | Óscar Freire                        | Serafin Martínez                            | Vladímir Iefimkin                    | Caisse d'Epargne         |
| 8ª                     | Bert Grabsch           | Stijn Devolder                  | Óscar Freire                        | Serafin Martínez                            | Stijn Devolder                       | Caisse d'Epargne         |
| 9ª                     | Leonardo Piepoli       | Denís Ménxov                    | Óscar Freire                        | Serafin Martínez                            | Denís Ménxov                         | Caisse d'Epargne         |
| 10ª                    | Denís Ménxov           | Denís Ménxov                    | Paolo Bettini                       | Denís Ménxov                                | Denís Ménxov                         | Caisse d'Epargne         |
| 11ª                    | Alessandro Petacchi    | Denís Ménxov                    | Paolo Bettini                       | Denís Ménxov                                | Denís Ménxov                         | Caisse d'Epargne         |
| 12ª                    | Alessandro Petacchi    | Denís Ménxov                    | Paolo Bettini                       | Denís Ménxov                                | Denís Ménxov                         | Caisse d'Epargne         |
| 13ª                    | Andreas Klier          | Denís Ménxov                    | Paolo Bettini                       | Denís Ménxov                                | Denís Ménxov                         | Caisse d'Epargne         |
| 14ª                    | Jason McCartney        | Denís Ménxov                    | Paolo Bettini                       | Denís Ménxov                                | Denís Ménxov                         | Caisse d'Epargne         |
| 15ª                    | Samuel Sánchez         | Denís Ménxov                    | Paolo Bettini                       | Jurgen Van Goolen                           | Denís Ménxov                         | Caisse d'Epargne         |
| 16ª                    | Leonardo Duque         | Denís Ménxov                    | Paolo Bettini                       | Jurgen Van Goolen                           | Denís Ménxov                         | Caisse d'Epargne         |
| 17ª                    | Daniele Bennati        | Denís Ménxov                    | Paolo Bettini                       | Jurgen Van Goolen                           | Denís Ménxov                         | Caisse d'Epargne         |
| 18ª                    | Luis Pérez Rodríguez   | Denís Ménxov                    | Daniele Bennati                     | Denís Ménxov                                | Denís Ménxov                         | Caisse d'Epargne         |
| 19ª                    | Samuel Sánchez         | Denís Ménxov                    | Daniele Bennati                     | Denís Ménxov                                | Denís Ménxov                         | Caisse d'Epargne         |
| 20ª                    | Samuel Sánchez         | Denís Ménxov                    | Denís Ménxov                        | Denís Ménxov                                | Denís Ménxov                         | Caisse d'Epargne         |
| 21ª                    | Daniele Bennati        | Denís Ménxov                    | Daniele Bennati                     | Denís Ménxov                                | Denís Ménxov                         | Caisse d'Epargne         |
| Classificacions finals | Classificacions finals | Denís Ménxov                    | Daniele Bennati                     | Denís Ménxov                                | Denís Ménxov                         | Caisse d'Epargne         |